# إسبن هارالد بيرك
إسبن هارالد بيرك (بالنرويجية البوكمول: Espen Harald Bjerke)‏ هو متزحلق نرويجي، ولد في 12 أبريل 1980 في النرويج.

## وصلات خارجية
- إسبن هارالد بيرك على موقع الاتحاد الدولي للتزلج (التزلج الريفي) (الإنجليزية)